# Bahnstrecke Arles–Salon-de-Provence
| Bahnhofsgebäude von Eyguières, 2018 |                      |                                                                          |                                                                          |
| Streckenlänge: | 47 km                |                                                                          |                                                                          |
| Spurweite: | 1435 mm (Normalspur) |                                                                          |                                                                          |
| |                      |                                                                          |                                                                          |
| \| \| \| Bahnstrecke Paris–Marseille von Marseille \| \| \| \| \| Bahnstrecke Arles–Lunel \| \| \| \| \| Arles PLM \| \| \| \| 0,0 \| Arles BdR \| 10 m \| \| \| \| Bahnstrecke Paris–Marseille nach Paris \| \| \| \| \| Canal de Vigueirat \| \| \| \| 10,7 \| Fontvieille \| 12 m \| \| \| \| Service interarmées des munitions \| \| \| \| 18,0 \| Maussane \| 36 m \| \| \| 25,0 \| Mouriès \| 11 m \| \| \| 32,0 \| Aureille \| 112 m \| \| \| 40,0 \| Eyguières \| 88 m \| \| \| \| Bahnstrecke Eyguières–Meyrargues nach Meyrargues \| \| \| \| 41,0 \| Canal de Craponne \| Canal de Craponne \| \| \| \| Bahnstrecke Avignon–Miramas von Avignon \| \| \| \| 47,0 38,6 \| Salon-de-Provence \| 89 m \| \| \| \| \| \| \| \| \| Bahnstrecke Salon-de-Provence–La Calade-Éguilles nach La Calade-Éguilles \| \| \| \| \| \| \| \| \| \| Bahnstrecke Avignon–Miramas nach Miramas \| \| |                      |                                                                          |                                                                          |
| |                      | Bahnstrecke Paris–Marseille von Marseille                                |                                                                          |
| Verschwenkung von links · Abzweig ehemals von links · Strecke quer |                      | Bahnstrecke Arles–Lunel                                                  | Bahnstrecke Arles–Lunel                                                  |
| Strecke · Bahnhof |                      | Arles PLM                                                                | Arles PLM                                                                |
| Bahnhof · Strecke | 0,0                  | Arles BdR                                                                | 10 m                                                                     |
| Strecke · Strecke nach links |                      | Bahnstrecke Paris–Marseille nach Paris                                   | Bahnstrecke Paris–Marseille nach Paris                                   |
| Brücke über Wasserlauf |                      | Canal de Vigueirat                                                       | Canal de Vigueirat                                                       |
| Bahnhof | 10,7                 | Fontvieille                                                              | 12 m                                                                     |
| Abzweig geradeaus und von rechts |                      | Service interarmées des munitions                                        | Service interarmées des munitions                                        |
| Bahnhof (Strecke außer Betrieb) | 18,0                 | Maussane                                                                 | 36 m                                                                     |
| Bahnhof (Strecke außer Betrieb) | 25,0                 | Mouriès                                                                  | 11 m                                                                     |
| Bahnhof (Strecke außer Betrieb) | 32,0                 | Aureille                                                                 | 112 m                                                                    |
| Bahnhof (Strecke außer Betrieb) | 40,0                 | Eyguières                                                                | 88 m                                                                     |
| Abzweig geradeaus und nach links (Strecke außer Betrieb) |                      | Bahnstrecke Eyguières–Meyrargues nach Meyrargues                         | Bahnstrecke Eyguières–Meyrargues nach Meyrargues                         |
| Brücke über Wasserlauf (Strecke außer Betrieb) | 41,0                 | Canal de Craponne                                                        | Canal de Craponne                                                        |
| Abzweig ehemals geradeaus und von links |                      | Bahnstrecke Avignon–Miramas von Avignon                                  | Bahnstrecke Avignon–Miramas von Avignon                                  |
| Bahnhof | 47,0 38,6            | Salon-de-Provence                                                        | 89 m                                                                     |
| |                      |                                                                          |                                                                          |
| Abzweig geradeaus und ehemals nach links |                      | Bahnstrecke Salon-de-Provence–La Calade-Éguilles nach La Calade-Éguilles | Bahnstrecke Salon-de-Provence–La Calade-Éguilles nach La Calade-Éguilles |
| |                      |                                                                          |                                                                          |
| |                      | Bahnstrecke Avignon–Miramas nach Miramas                                 |                                                                          |

Die Bahnstrecke Arles–Salon-de-Provence war eine eingleisige, 47 km lange Bahnverbindung zwischen Arles und Salon-de-Provence im Département Bouches-du-Rhône. Sie verband in West-Ost-Richtung die Bahnstrecke Paris–Marseille mit dem südlichen Streckenteil der Bahnstrecke Avignon–Miramas. Sie erschloss damit einen Teil der Landfläche zwischen Rhône im Südwesten und Durance im Nordosten. Die Strecke fand in Salon-de-Provence ihre östliche Fortsetzung mit der Strecke nach La Calade-Éguilles und von Eyguières aus mit der Bahnstrecke Eyguières–Meyrargues, die beide an der damals wichtigen Bahnstrecke Lyon–Marseille lagen. Ein Großteil der Strecke liegt im 2007 definierten Gebiet des Regionalen Naturparks Alpillen am Südrand der gleichnamigen Bergkette Alpilles.
Betrieben wurden alle genannten Strecken von der Compagnie des chemins de fer départementaux des Bouches-du-Rhône (BdR), die mit ihrer größten Streckenausdehnung 1921 ein Netz mit einer Länge von 334 km besaß.
Die seit 1965 als Régie Départementale des Transports des Bouches-du-Rhône (RDT13) firmierende Nachfolgegesellschaft der früheren BdR besitzt heute noch den rund 10 km langen Abschnitt von Arles bis Fontvieille. In Arles betreibt RDT13 ein Bahnbetriebswerk, in dem auf dem SNCF-Bahnnetz und anderen Strecken eingesetzte RDT13-Schienenfahrzeuge gewartet werden. Auf dem verbliebenen Streckenteil vom Nordosten Arles’ nach Fontvieille werden seit Juni 2021 Fahrten mit Fahrraddraisinen angeboten.

## Geschichte

### Konzessionäre und Bau

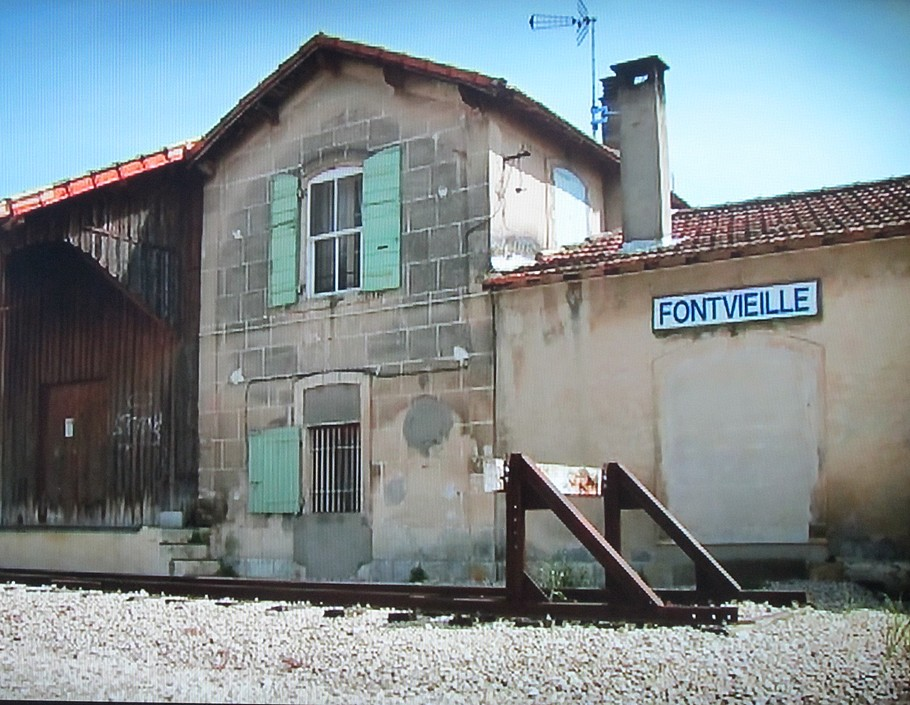
Gare de Fontvieille, 2017

Der Krieg zwischen Deutschland und Frankreich verzögerte zunächst die Errichtung der Strecke. Sie ging von Arles aus 1875 in Betrieb, zunächst nur bis Fontvieille, zwei Jahre später, am 28. April 1887 bis Salon-de-Provence. Die dafür notwendige Konzession wurde per Dekret vom 14. Januar 1869 an den Betrieb des Steinbruchs in Fontvieille, Sieurs Henri Michel et Cie, erteilt. Dazu wurde die Société des chemins de fer des Bouches-du-Rhône gegründet, die einen ersten Abschnitt von Arles nach Fontvieille mit metrischer Spurweite baute und betrieb.
Möglich wurde dies durch das Loi Migneret genannte Gesetz vom 12. Juli 1865, dass die Départements ermächtigte, eigene Konzessionen für Bahnstrecken zu erteilen, wenn diese von lokalem Interesse waren. Erst am 18. Juni 1873 tauchte die Frage wieder in der Tagesordnung der Départementsregierung erneut auf.
1881 wurde das Betriebsvermögen von der Société nouvelle des chemins de fer des Bouches-du-Rhône übernommen. 1884 kam eine weitere Bahngesellschaft an die Öffentlichkeit, die ebenfalls ein Eisenbahnnetz von lokalem Interesse im Département Bouches-du-Rhône aufbauen wollte, die Société de construction des Batignolles. Die neue Gesellschaft baute ihre Strecke von Salon-de-Provence aus in Normalspur bis nach Fontvieille, das die Compagnie des chemins de fer régionaux des Bouches-du-Rhône dazu zwang, ihre Spurweite anzupassen. 1906 vereinigten sich die beiden Organisationen zur Compagnie des chemins de fer départementaux des Bouches-du-Rhône (CdBR), die nun die gesamte etwa 45 km Strecke von Arles bis Salon wirtschaftlicher betreiben konnten.
1913 gab es eine erneute Firmenkonsolidierung: die CdBR wurde von einer vom Departement gegründete Organisation, der Régie départementale des chemins de fer des Bouches-du-Rhône abgelöst. Die Strecke wurde 1938 nicht verstaatlicht und die Betreibergesellschaft 1965 erneut, dieses Mal in Régie départementale des transports des Bouches-du-Rhône umbenannt, kurz RDT13.

### Betrieb
Die Betriebsführung war auf den Gütertransport ausgerichtet. Neben dem Transport von Steinen und Bauxit von dem Steinbruch in Fontvieuille waren auch Olivenöl und Wein ein wichtiges Transportgut. Der Personenverkehr wurde aufgrund zu geringer Nachfrage 1933 eingestellt. Die Schienen zwischen Fontvieuille und Salon-de-Provence wurden während des Zweiten Weltkriegs abgebaut und nicht wieder neu gelegt. 1951 wurde dieser östliche Teil entwidmet.
Die westlichen 10 km dienten dem Zubringerverkehr des Munitionsdepots der Service interarmées des munitions bei Fontvieuille und der Bedienung von Anschlussgleisen im Ortsgebiet von Arles. Ab dem Jahr 2001 wurden hier unter der Bezeichnung Train touristique des Alpilles zudem saisonal Personenzüge für Touristen angeboten. Die französische französische Marine beteiligte sich bis 2012 an den Betriebskosten der Infrastruktur. Nachdem diese Unterstützung nicht mehr gegeben war und der Personenverkehr seit 2011 nicht mehr kostendeckend betrieben wurde, entschied RDT13, den Bahnbetrieb nach Fontvieuille ab 2013 nicht mehr fortzuführen.
In Betrieb blieb damit nur noch der RDT13-Bahnhof in Arles mit einer Werkstatt zur Wartung von auf SNCF-Infrastruktur und anderen Strecken eingesetzten Schienenfahrzeugen. Auf dem etwas über 8 km langen Streckenteil vom Nordosten Arles’ nach Fontvieille werden seit Juni 2021 Fahrten mit Fahrraddraisinen angeboten.